# Kèn cor
Kèn thợ săn, hay kèn săn, là một loại kèn đồng trong bộ đồng của các nhạc cụ,  có hình dạng cuốn vòng tròn. Loại kèn này được phát minh tại Pháp vào khoảng 1650 để dùng trong các cuộc đi săn, do đó, có tên là cor de chasse (hay "kèn đi săn").
| Horn |
| --- |
| en.: (french) horn, it.: corno, fr.: cor, gr.: horn |
| |
| \| Phân lớp \| \| ---------------------------------------------------------- \| \| Kèn hơi Kèn đồng \| \| Âm vực: \| \| Viết ở khoá Fa: âm thanh thực phát ra thấp xuống quãng năm \| |
| Phân lớp |
| Kèn hơi Kèn đồng |
| Âm vực: |
| Viết ở khoá Fa: âm thanh thực phát ra thấp xuống quãng năm |

 Tư liệu liên quan tới Horns tại Wikimedia Commons
1. ↑   Walter Piston, "Orchestration." W. W. Norton & Company, 1955. ISBN 0-393-09740-4